# Challenger de Lexington 2016

El torneo Kentucky Bank Tennis Championships 2016 es un torneo profesional de tenis. Pertenece al ATP Challenger Series 2016. Se disputará su 21.ª edición sobre superficie dura, en Lexington, Estados Unidos entre el 25 al el 31 de julio de 2016.

## Jugadores participantes del cuadro de individuales
| Favorito | País                      | Jugador          | Rank1 | Posición en el torneo |
| -------- | ------------------------- | ---------------- | ----- | --------------------- |
| 1        | Bandera de Francia        | Adrian Mannarino | 55    | Segunda ronda         |
| 2        | Bandera de Túnez          | Malek Jaziri     | 53    | Segunda ronda         |
| 3        | Bandera del Reino Unido   | Daniel Evans     | 82    | Primera ronda         |
| 4        | Bandera de Australia      | Jordan Thompson  | 90    | Segunda ronda         |
| 5        | Bandera de Estados Unidos | Bjorn Fratangelo | 108   | Primera ronda         |
| 6        | Bandera de Francia        | Quentin Halys    | 140   | Primera ronda         |
| 7        | Bandera de Estados Unidos | Frances Tiafoe   | 156   | FINAL                 |
| 8        | Bandera de Estados Unidos | Stefan Kozlov    | 163   | Segunda ronda         |

- 1 Se ha tomado en cuenta el ranking del 18 de julio de 2016.

### Otros participantes
Los siguientes jugadores recibieron una invitación (wild card), por lo tanto ingresan directamente al cuadro principal (WC):
- Brian Baker
- Eric Quigley
- Ryan Shane
- William Bushamuka

Los siguientes jugadores ingresan al cuadro principal tras disputar el cuadro clasificatorio (Q):
- Lloyd Glasspool
- Alex Kuznetsov
- Mackenzie McDonald
- Jesse Witten

## Campeones

### Individual Masculino
- Ernesto Escobedo derrotó en la final a  Frances Tiafoe, 6–2, 6–7(6), 7–6(3)

### Dobles Masculino
- Luke Saville /  Jordan Thompson derrotaron en la final a  Nicolaas Scholtz /  Tucker Vorster, 6–2, 7–5